# Planta reptant

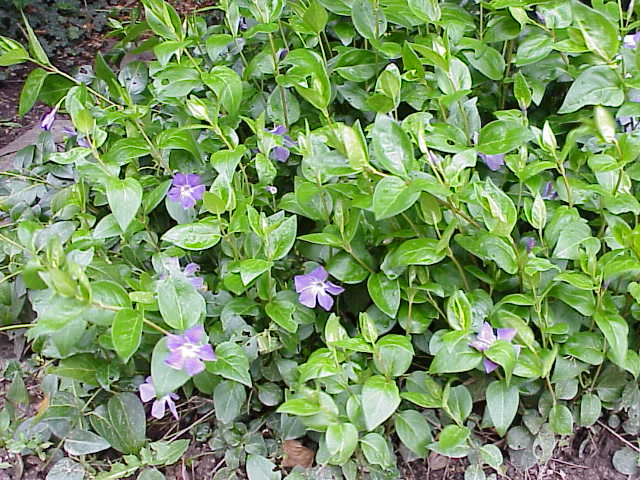
Vinca major, una planta reptant

Planta reptant, tapissant o prostrada (en anglès:creeping o repent plant) en botànica, és qualsevol planta que s'estén segons la conformació del sòl. Les plantes reptants tenen les tiges disposades horitzontalment al sòl.
Les plantes reptants es diferencien de les plantes decumbents en el fet que les tiges d'aquestes s'estenen aplicades al sòl però tenen les puntes cap amunt (exemple la planta del cacauet).
Les plantes procumbents tenen les tiges horitzontals al sòl però no arrelen en els nusos com sí que ho fan les reptants.
Un exemple de planta cespitosa tapissant és la gespa. També la maduixera, la síndria i la carabassa són plantes reptants 
Entre les plantes silvestres són reptants, entre d'altres: Dichondra microcalyx, Ajuga reptans i el gram.